# 无雷
无雷国，西域古国。王治卢城，距离长安九千九百五十里。1000户，7000口，胜兵三千人。东北至西域都护治所二千四百六十五里，南至蒲犁五百四十里，南与乌秅、北与捐毒、西与大月氏相接。衣服与乌孙相似，习俗与子合相同。三国以后，成为疏勒的属地。

## 外部連結
[在维基数据编辑]
 《欽定古今圖書集成·方輿彙編·邊裔典·無雷部》，出自陈梦雷《古今圖書集成》